# Ambatomanga (Itasy)
Ambatomanga is een plaats en gemeente in Madagaskar gelegen in het district Arivonimamo van de regio Itasy. Er woonden bij de volkstelling in 2001 ongeveer 11.000 mensen.
In de plaats is basisonderwijs en voortgezet onderwijs voor jonge kinderen beschikbaar. 99% van de bevolking is landbouwer. Het belangrijkste gewas is rijst en ananas, maar er wordt ook bonen verbouwd. 1% van de bevolking is werkzaam in de dienstensector.